# 磷酸镝
磷酸镝是一种无机化合物，化学式为DyPO4。它可由氧化镝和磷酸二氢铵在高温反应得到。它在1200 °C以上分解为磷酸氧镝和五氧化二磷。它和氟化钠反应，可以得到NaDyFPO4。它和钼酸钠在高温反应，生成Na2Dy(MoO4)(PO4)。